# Tour de l'Eure Juniors
Le Tour de l'Eure Juniors est une course cycliste française qui se déroule dans le département de l'Eure, en Normandie. Comme son nom l'indique, cette compétition est disputée par des juniors (moins de 19 ans). Elle se tient habituellement sur plusieurs étapes au cours du printemps,. 
Durant son histoire, l'épreuve a connu plusieurs appellations (« Trophée des Clubs Espoirs »,, « Challenge des Espoirs » ou « Au Tour des Juniors »). Elle prend finalement son nom actuel en 2015. Plusieurs vainqueurs sont ensuite passés dans les rangs professionnels. 

## Palmarès
| Année                     | Vainqueur                 | Deuxième                  | Troisième                 |
| Trophée des Clubs Espoirs | Trophée des Clubs Espoirs | Trophée des Clubs Espoirs | Trophée des Clubs Espoirs |
| ------------------------- | ------------------------- | ------------------------- | ------------------------- |
| 1987                      | Frédéric Lesage           |                           |                           |
| 1988                      | Christophe Jarry          |                           |                           |
| 1989                      | Jean-Philippe Yon         |                           |                           |
| 1990                      | Yann Masson               |                           |                           |
| 1991                      | Loïc Janson               |                           |                           |
| 1992                      | Alexandre Dubois          |                           |                           |
| 1993                      | Nicolas Rousseau          |                           |                           |
| 1994                      | Ludovic Prodhomme         |                           |                           |
| 1995                      | Jean-Christophe Lorgeou   |                           |                           |
| 1996                      | Sandy Casar               |                           |                           |
| Challenge des Clubs       |                           |                           |                           |
| 1997                      | Olivier Hutin             |                           |                           |
| Trophée des Clubs         |                           |                           |                           |
| 1998                      | Yoann Victor              |                           |                           |
| 1999                      | Cédric Drouet             |                           |                           |
| 2000-2001                 | ?                         | ?                         | ?                         |
| Au Tour des Juniors       |                           |                           |                           |
| 2002                      | Julien Le Nahédic         |                           |                           |
| 2003                      | Raphaël Lesage            |                           |                           |
| 2004                      | Paul Lefebvre             |                           |                           |
| 2005                      | Florian Hervo             |                           |                           |
| 2006                      | Alexandre Lemair          |                           |                           |
| 2007                      | Anthony Delaplace         |                           |                           |
| 2008                      | Steven Martin             |                           |                           |
| 2009                      | Alexandre Billon          |                           |                           |
| 2010                      | Dmitri Patin              | Yannis Yssaad             | Luc Blanchon              |
| 2011                      | Ohko Shimizu              | Paco Ghistelinck          | Aimé De Gendt             |
| 2012                      | Aimé De Gendt             | Mike Vlietstra            | Thomas Bourreau           |
| 2013                      | Lindsay De Vylder         | Lucas Destang             | Jasper Bugter             |
| 2014                      | Corentin Ermenault        | Adrien Garel              | Sébastien Havot           |
| Tour de l'Eure Juniors    |                           |                           |                           |
| 2015                      | Pascal Eenkhoorn          | Nils Eekhoff              | Guillaume Millasseau      |
| 2016                      | Tanguy Turgis             | Nils Eekhoff              | Niels Fontijne            |
| 2017                      | Alex Molenaar             | Kyliane Perrier           | Niels Fontijne            |
| 2018                      | Liam Slock                | Tim Marsman               | Matthew Van Schoor        |
| 2019                      | Thomas Mijnsbergen        | Olav Kooij                | Jelte Krijnsen            |
| 2020-2021                 | pas organisé              | pas organisé              | pas organisé              |
| 2022                      | Dominik Dunár             | Jan Lukeš                 | Tomáš Sivok               |
| 2023                      | Tars Poelvoorde           | Esteban Foucher           | Raphaël Hector            |
| 2024                      | Arthur Alexandre          | Arthur Levasseur          | Yann Dubois               |
| 2025                      | Arthur Alexandre          | Alexis Bouteloup          | Rafe Cushway              |